# Noite Triste
A Noite Triste (em espanhol, La Noche Triste), oficialmente renomeado no México como "A Noite Vitoriosa" foi uma batalha que ocorreu em 1520 em Tenochtitlán, no México, entre forças astecas e espanholas, dentro do contexto da conquista do México pelos espanhóis. Segundo a lenda, após a  batalha, o líder espanhol Hernán Cortés teria sentado embaixo de uma árvore e chorado a morte de grande parte de seus soldados: daí, o nome "Noite Triste".

## Antecedentes
A expedição de Cortés chegou a Tenochtitlán, a capital asteca, em 8 de Novembro de 1519, e, pouco tempo depois, havia tomado Moctezuma II, o Hueyi Tlatoani asteca, como cativo. Durante os seis meses seguintes, Cortés e os seus aliados tlaxcaltecas tornaram-se cada vez menos bem-vindos na capital.
Em Junho, Cortés recebeu a notícia da costa do Golfo de que um grupo bastante maior de espanhóis havia sido enviado pelo governador Velázquez, de Cuba, para prendê-lo por insubordinação. Deixando Tenochtitlán ao cuidado do seu lugar-tenente de confiança, Pedro de Alvarado, Cortés marchou para a costa e derrotou a expedição oriunda de Cuba liderada por Pánfilo de Narváez. Quando Cortés falou aos soldados derrotados sobre a cidade de ouro, Tenochtitlán, eles concordaram em juntar-se-lhe.
Durante a ausência de Cortés, Alvarado levou a cabo um ataque preventivo contra muitos dos nobres astecas no templo principal, assassinando dezenas ou centenas dentre eles (Massacre do Templo Maior).
Após o seu regresso em finais de Junho, Cortés deu-se conta de que os astecas haviam elegido um novo Hueyi Tlatoani, Cuitláhuac. Pouco tempo depois, os astecas cercaram o palácio onde se encontravam os espanhóis e Moctezuma. Cortés ordenou a Moctezuma que falasse ao seu povo desde uma varanda e que os convencesse a deixarem os espanhóis regressar à costa em paz. Moctezuma foi vaiado, e pedras e dardos atirados na sua direcção. Atingido por um destes projécteis, acabaria por morrer dias mais tarde, não se sabendo se em consequência dos ferimentos ou se às mãos dos espanhóis.

## A Noite Triste

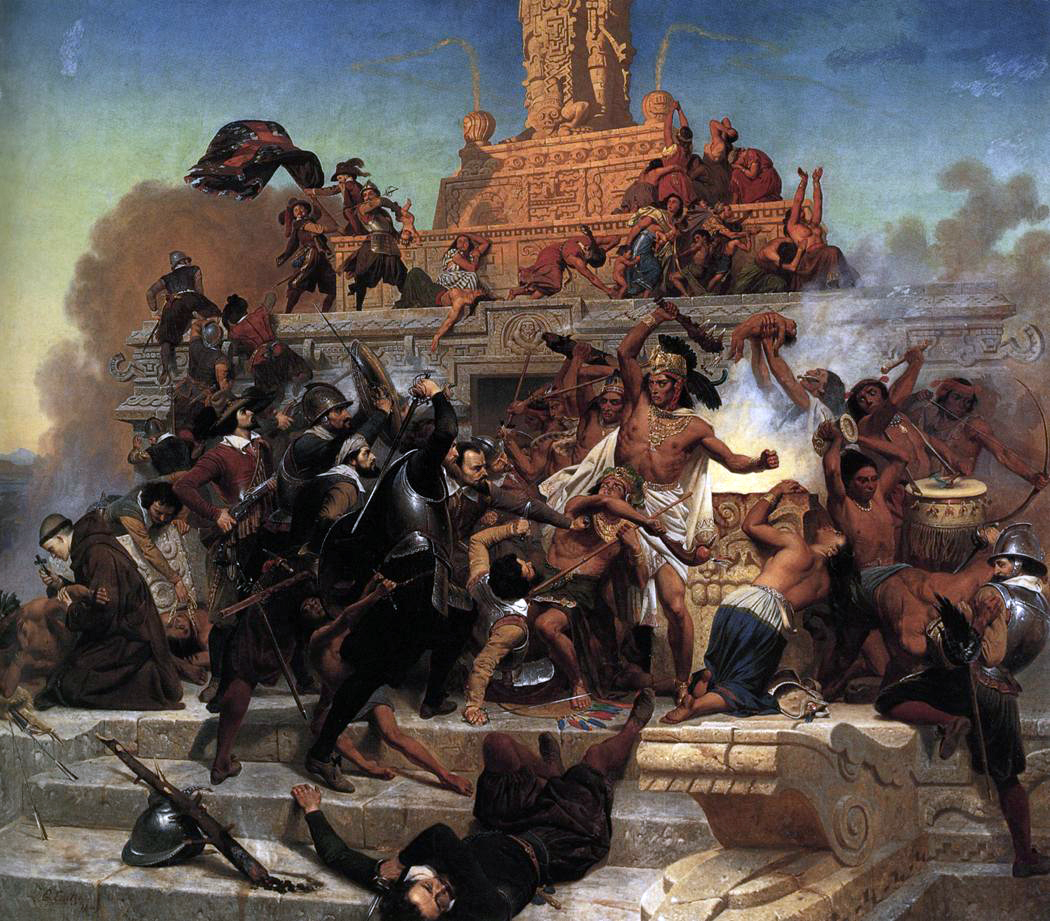
Leutze, Emanuel — Ataque ao Teocalli por Cortez e suas tropas — 1848.

Debaixo de ataque, com pouca comida e água, Cortés decidiu forçar a saída da cidade. As pontes em quatro dos oito caminhos de acesso à cidade-ilha haviam sido removidas, pelo que foi necessário improvisar uma ponte móvel. Os cascos dos cavalos foram forrados.
Na noite de 30 de Junho de 1520, o seu grande exército deixou o seu aquartelamento e dirigiu-se para oeste, em direcção ao caminho de Tlacopan. Antes de conseguirem atingir o caminho, foram detectados pelos guerreiros astecas.
A luta foi feroz. Quando os espanhóis e seus aliados chegavam à entrada do caminho, centenas de canoas apareceram nas águas ao longo do caminho para atacar as tropas de Cortés. Os espanhóis e os seus aliados lutaram à chuva para conseguir avançar pelo caminho, por vezes usando a ponte portátil para ultrapassar os espaços vazios deixados após a retirada das pontes, ainda que, com o desenrolar da batalha, alguns deles tinham ficado tão cheios de destroços e cadáveres que os fugitivos puderam atravessar a pé. Segundo Cortés, pereceram 150 espanhóis e 2 000 aliados nativos. Thoan Cano, outra fonte primária, fala em 1 150 espanhóis mortos (número talvez superior ao número total de espanhóis), enquanto Francisco López de Gómara, o capelão de Cortés, estima que terão morrido 450 espanhóis e 4 000 aliados. As fontes relatam que nenhum homem escapou incólume. Cortés, Alvarado e os mais capazes dos homens conseguiram escapar, bem como La Malinche.
Essa mesma noite, com La Malinche a seu lado, Cortés sentou-se debaixo de um grande ahuehuete em Popotla e teria chorado a perda dos seus homens e da maior parte do que havia conseguido até então.
Outras batalhas esperavam os espanhóis e seus aliados no caminho que percorreriam em redor da margem norte do lago Zumpango. Duas semanas mais tarde, na batalha de Otumba, próximo de Teotihuacan, fizeram frente aos astecas que os perseguiam, derrotando-os de forma decisiva - segundo Cortés, porque ele matara o comandante asteca - dando, assim, aos espanhóis, algum alívio, o que lhes permitiu chegar a Tlaxcala. Ali, Cortés preparou o cerco de Tenochtitlán.